# 須永徹
須永 徹（すなが とおる、1950年2月14日 - 1991年11月23日）は、日本の政治家。元日本社会党衆議院議員（1期）。

## 来歴
群馬県太田市出身。1971年群馬大学工業短期大学部卒。富士重工に入り、その後衆議院議員小川省吾の秘書を務めた。太田中小企業労務協会理事長、自治労群馬県本部特別執行委員、日本社会党太田総支部書記長、同党群馬県副委員長を経て、1990年の総選挙で旧群馬2区から立候補して初当選。
しかし在職中の1991年11月23日、群馬県桐生市内の知人の結婚披露宴に出席し祝辞を述べた直後に倒れ、近くの大間々町の恵愛堂病院に搬送されたが、30分後に死亡した。41歳没。同年11月29日、特旨を以て位記を追賜され、死没日付をもって従五位勲四等に叙され、瑞宝章を追贈された。追悼演説は同年12月16日の衆議院本会議で同じ選挙区であった笹川堯により行われた。翌年に同じ選挙区の中島源太郎（自由民主党）も死去したことにより補欠選挙が行われ、社会党は妻の須永敏江を擁立したが、次点に終わった。

## 家族
- 祖父 - 須永好（元衆議院議員）